# خديجة (سلطانة المالديف)
السلطانة خديجة (الديفيهي: އައްސުލްޠާނާ ޚަދީޖާ ސިރީ ރާދަ އަބާރަނަ މަހާރެހެންދި ؛ توفي 1380) سلطانة جزر المالديف من 1347 إلى 1380. هي واحدة من أشهر الحكام الإناث في التاريخ الإسلامي.
كانت الابنة الكبرى للسلطان عمر الأول. وبعد وفاة والدها السلطان عمر في 1341 اعتلى العرش أخوها السلطان أحمد شهاب الدين. ثم قامت السلطانة خديجة بالتآمر على أخيها واغتياله لترث العرش.

ذكرها ابن بطوطة في رحلاته. فقال:
| خديجة (سلطانة المالديف) | ومن عجائبها أن سلطانتها امرأة، وهي خديجة بنت السلطان جلال الدين عمر بن السلطان صلاح الدين صالح البنجالي، وكان الملك لجدّها ثم لأبيها، فلما مات أبوها ولي أخوها شهاب الدين وهو صغير السن فتزوج الوزير عبد الله بن محمد الحضرمي أمّه وغلب عليه، وهو الذي تزوج أيضا هذه السلطانة خديجة بعد وفاة زوجها الوزير جمال الدين، كما سنذكره، فلما بلغ شهاب الدين مبلغ الرجال أخرج ربيبه الوزير عبد الله ونفاه إلى جزائر السويد، واستقل بالملك واستوزر أحد مواليه ويسمى علي كلكي ثم عزله بعد ثلاثة أعوام ونفاه إلى السويد، وكان يذكر عن السلطان شهاب الدين المذكور أنه يختلف إلى حرم أهل دولته وخواصه بالليل! فخلعوه لذلك ونفوه إلى اقليم هلدتني وبعثوا من قتله بها، ولم يكن بقى في بيت الملك إلا أخواته خديجة الكبرى ومريم وفاطمة، فقدموا خديجة سلطانة وكانت متزوجة لخطيبهم جمال الدين، فصار وزيرا وغالبا على الامر، وقدم ولده محمد للخطابة عوضا منه، ولكن الاوامر إنما تنفذ باسم خديجة، وهم يكتبون الأوامر في سعف النخل بحديدة معوجة شبه السكين ولا يكتبون في الكاغد إلا المصاحف وكتب العلم، ويذكرها الخطيب يوم الجمعة وغيرها فيقول: اللهم انصر أمتك التي اخترتها، على علم، على العالمين وجعلتها رحمة لكافة المسلمين ألا وهي خديجة بنت السلطان جلال الدين بن السلطان صلاح الدين. | خديجة (سلطانة المالديف) |

## وصلات خارجية
- Women in Power 1300-1350

| سبقه أحمد شهاب الدين | سلاطين المالديف 1798–1835 | تبعه محمد جمال الدين |

| سبقه محمد جمال الدين | سلاطين المالديف 1798–1835 | تبعه عبد الله الأول |